# Heeresgruppe F
Il Gruppo d'armate F (in tedesco Heeresgruppe F) è stato un gruppo di armate della Wehrmacht, durante la seconda guerra mondiale.

## Comandanti
| Nome                  | Grado           | Inizio         | Fine          |
| Maximilian von Weichs | Feldmaresciallo | 26 luglio 1943 | 25 marzo 1945 |